# Somkhéti
Le Somkhéti (en géorgien სომხეთი  ou Somkhiti სომხითი , plus ancien) est le nom géorgien pour l'Arménie. 

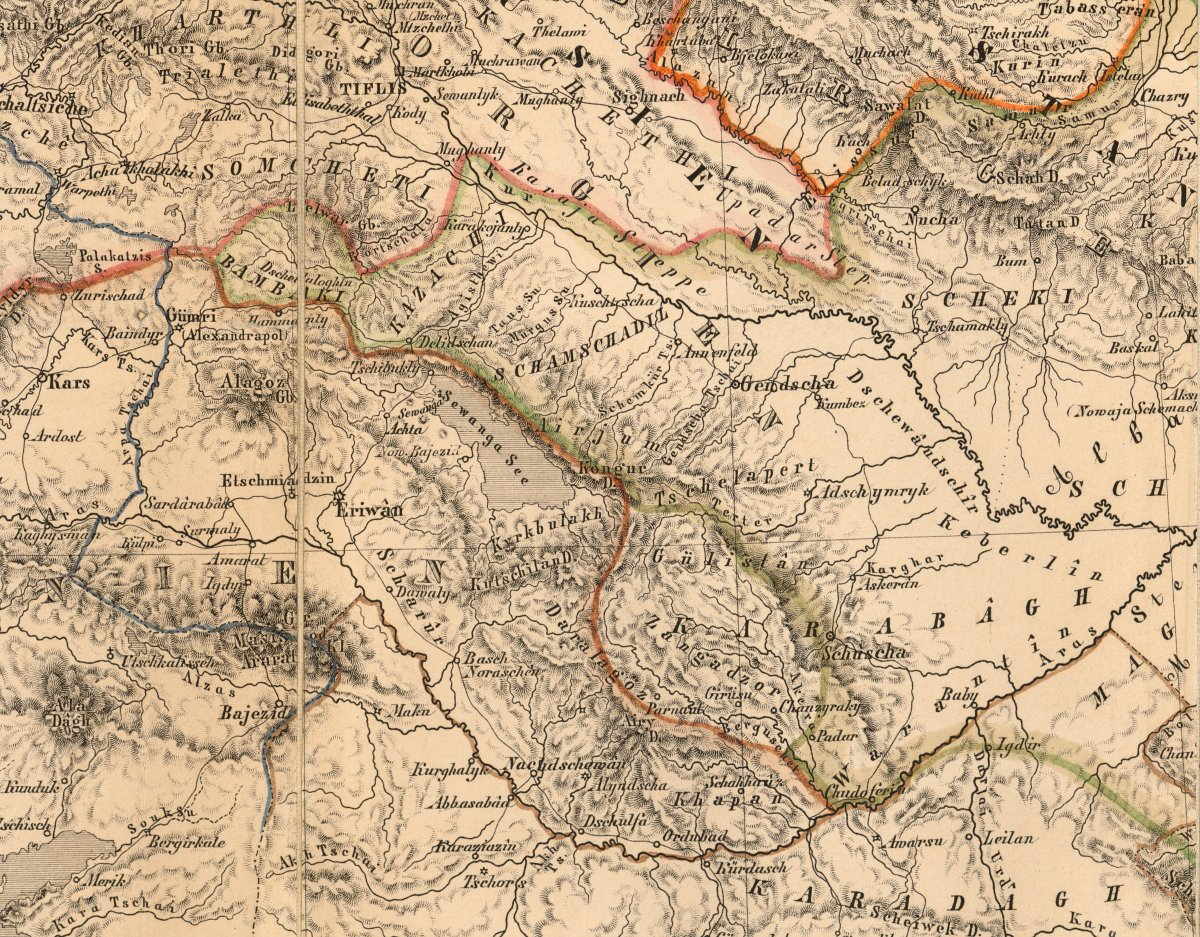
Somkhéti(Somcheti)

Les spécialistes présument que le terme de Somkhiti ou Somkheti provient de « Sukhmi » ou « Sokhmi », le nom d'un pays ancien situé sur le haut Euphrate selon des sources assyriennes et urartéennes.
Il a aussi été utilisé pour désigner les confins entre l'Arménie et la Géorgie, ou Arménie géorgienne, que ce soit les vallées du Debed et de la Khrami à l'époque médiévale, ou la province divisée entre la région arménienne du Lorri et la région géorgienne du Basse Kartlie au XVIIIe siècle.